# 駿河湾地震 (2009年)
駿河湾地震（するがわんじしん）は、2009年（平成21年）8月11日5時7分に静岡県御前崎沖の駿河湾で発生した地震である。静岡沖地震、静岡地震ともいう。地震の規模はマグニチュード6.5。静岡県内で最大震度6弱を観測した。

## 概要
静岡県御前崎の北東35km沖の駿河湾の深さ23kmの地点を震源とし、気象庁マグニチュード（M）は6.5、モーメントマグニチュード（Mw）は6.3。圧縮軸は北北東－南南西(NNE - SSW)方向の横ずれ成分を持つ逆断層型で、フィリピン海プレート内部で発生した地震である。波形解析の結果、2つの断層が活動したと考えられ、パラメータは以下の通り。
1. 断層1（南東側セグメント）
  1. 長さ：12km
  2. 幅：16km
  3. 走向：N76°E
  4. 傾斜：南南東
  5. 傾斜角：41°
  6. 断層型：左横ずれ成分含む逆断層
  7. 滑り角：38°
  8. 最大滑り量：1m
2. 断層2（北西側セグメント）
  1. 長さ：12km
  2. 幅：16km
  3. 傾斜：北東
  4. 傾斜角：34°
  5. 走向：N34°W
  6. 断層型：右横ずれ成分含む逆断層
  7. 滑り角：135°
  8. 最大滑り量：1.4m
3. 破壊伝播速度：3.0km/s
4. Mo=6.42×1018Nm, Mw6.47

静岡県伊豆市、焼津市、牧之原市、御前崎市では震度6弱を記録した。焼津港、御前崎港では津波を観測した。国土地理院の観測結果によると、この地震によって、焼津市は西へ2センチメートル、藤枝市は西北西へ1センチメートル移動した。

### 東海地震との関連
この地震により、東海地震に関する初期段階の情報における名称や位置付けなどが変更されて以降初となる東海地震観測情報が出された。また、1979年に気象庁に「地震防災対策強化地域判定会」が設置されて以降、史上初となる臨時の委員打合せ会が招集された。委員打合せ会のメンバーらにより観測値が検討された結果、「想定される東海地震に結びつくものではない」と発表された。
今回の地震は、東海地震の予想震源域の中で発生したため、当初より東海地震との関連性が取り沙汰された。しかし、東海地震がユーラシアプレートとフィリピン海プレートとの境界（駿河トラフ）で発生するプレート間地震である一方、今回の地震の震源はフィリピン海プレートの内部であり、駿河湾に沈み込む同プレートで起きたスラブ内地震と推定されたこと、さらに地震の規模が大きく違う（東海地震は推定でM8.0前後）ことなどから、異なるものだと判断された。
気象庁の発表では、この地震と東海地震の関連性について直接的には関係ないとしたが、位置的に近いことから、応力変化などの何らかの間接的な影響が及ぶ可能性は大いにありうる。現に、8月12日21時54分に静岡県藤枝市の深さ20キロメートル地点でM2.5の地震が発生するなど、駿河湾地震発生以降、プレート境界面でも地震が立て続けに発生した経緯もある。
気象庁はこの観測結果を、国土地理院の地震予知連絡会に通報し、地震防災対策強化地域判定会でも引き続き議論されることになった。ただ、応力変化などによる影響は、あくまで従来の発生確率の変化という形で発表されるにとどまると考えられる。東海地震の前兆は従来通り、東海地震関連情報を通じて発表される。
なお、この地震の2日前の8月9日19時56分には、東海道南方沖の深さ340kmでM6.9の地震（最大震度4）、2日後の13日7時49分には、八丈島東方沖の深さ57kmでM6.6の地震（最大震度5弱）が発生しており、近い地域で立て続けに地震が発生した。

### 緊急地震速報
この地震で気象庁は、地震波検知から3.8秒後の5時7分14.9秒に静岡県・神奈川県・山梨県の3県に緊急地震速報（警報）を発表した。震源付近では主要動に間に合っていなかったものも、ほとんどの地域で主要動が到達する前に緊急地震速報を発表した。実際に揺れるまで、震度6弱の御前崎市では1-2秒程度、震度5強の菊川市では5秒程度の猶予があった。震度4の東京都にいたっては30秒程度の猶予があり、テレビ局の多くも朝のニュース番組を放送していたため、速報発表後に注意を呼び掛けるかたちとなった。

### 台風
この日は台風9号が関東・東海に接近していたこともあり、早朝から海岸などからの中継を実施していた放送局が多かったため、地震発生の瞬間などを中継していたところも多かった。

### 誘発地震
8月12日21時54分頃、藤枝市付近を震源として、M2.5の地震が発生した。

## 震度

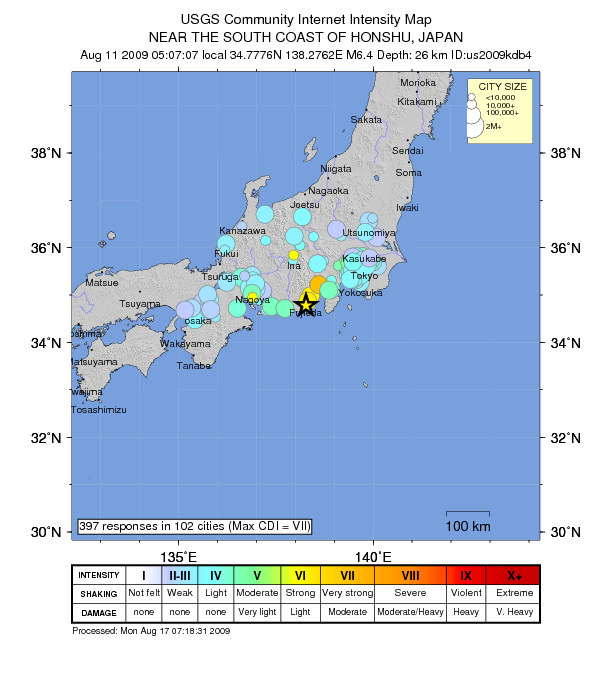
メルカリ震度階級に基づく各都市の震度

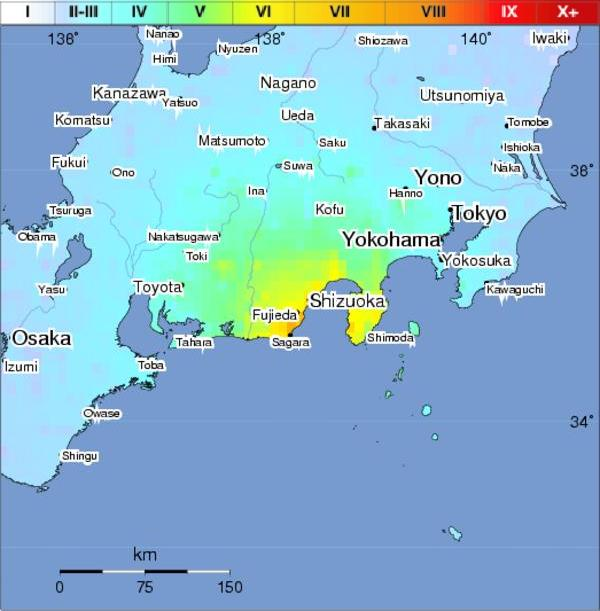
メルカリ震度階級による観測値を基に算出された推計震度分布図

震度5弱以上の揺れを観測した地点は以下の通り。
| 震度 | 都道府県 | 観測点名 |
| ---- | -------- | --- |
| 6弱  | 静岡県   | 御前崎市御前崎・牧之原市相良・牧之原市静波・焼津市宗高・伊豆市市山 |
| 5強  | 静岡県   | 静岡菊川市赤土・静岡菊川市堀之内・牧之原市鬼女新田・袋井市浅名・静岡清水区庵原町・静岡葵区駒形通・静岡駿河区曲金・富士宮市野中・焼津市東小川・焼津市本町・伊豆の国市田京・伊豆の国市長岡・西伊豆町仁科・松崎町江奈・松崎町宮内・東伊豆町奈良本                                                                                                   |
| 5弱  | 長野県   | 泰阜村役場 |
| 5弱  | 静岡県   | 静岡葵区峰山・静岡葵区追手町県庁・静岡葵区追手町市役所・掛川市西大渕・掛川市三俣・袋井市新屋・御前崎市池新田・磐田市福田・吉田町住吉・藤枝市岡部町岡部・島田市中央町・島田市川根町家山・島田市金谷代官町・長泉町中土狩・沼津市戸田・伊豆の国市四日町・函南町平井・南伊豆町入間・南伊豆町下賀茂・河津町田中・下田市中・下田市東本郷・東伊豆町稲取 |

北は宮城県栗原市、山形県酒田市、西は島根県大田市、広島県呉市で震度1-2を観測するなど、東北地方から中国地方、四国地方にかけて震度1以上の揺れを観測した。
また、駿河湾に面している市町村で唯一富士市だけが震度4と遠く離れた東京都並みと比較的小さい揺れであった。なお、富士市の内陸に位置する富士宮市は震度5強であった。

## 被害

### 人的被害
駿河湾地震による人的被害は1都4県と比較的広範囲にわたって発生しており、死者1名、負傷者319名を記録した。静岡市駿河区では、地震により積まれた書籍が崩れ、それに埋もれて窒息死した女性が発見された。揺れが激しかった焼津市や牧之原市では、骨折などで被災者が重傷を負う被害が発生した。
今回の地震は揺れの激しさに加え発生時刻が早朝だったため、家具の倒壊により就寝中の住民が死傷すると懸念されたが、死傷者数は比較的少ないとされている。一例として、岩手・宮城内陸地震で震度6弱を記録した被災地と、今回震度6弱を記録した焼津市を比較すると、人口1万人あたりの負傷者数は4分の1程度にとどまっている。この理由について、静岡県では家具の固定化率が63%に達していたため死傷者が少なかったと指摘されている。
一方、日本大学文理学部社会学科の中森広道は、地震直後に静岡市の住民に対するアンケート調査（有効回答数367）の結果から、家具の固定・転倒防止を実施している住民は多いものの、書籍、テレビ、パソコン、電子レンジ、オーディオ機器などの「物」の落下・移動防止を実施している人は少なく（「実施していない」と回答した人は６～７割）、屋内被害の対策がまだまだ不十分であることや、寝室・寝る部屋の地震対策を実施している住民も少なく就寝中の地震対策の徹底が必要であることを指摘し、屋内での人的被害を防ぐ対策を進めることが課題であると述べている。。

### 建物被害
住宅

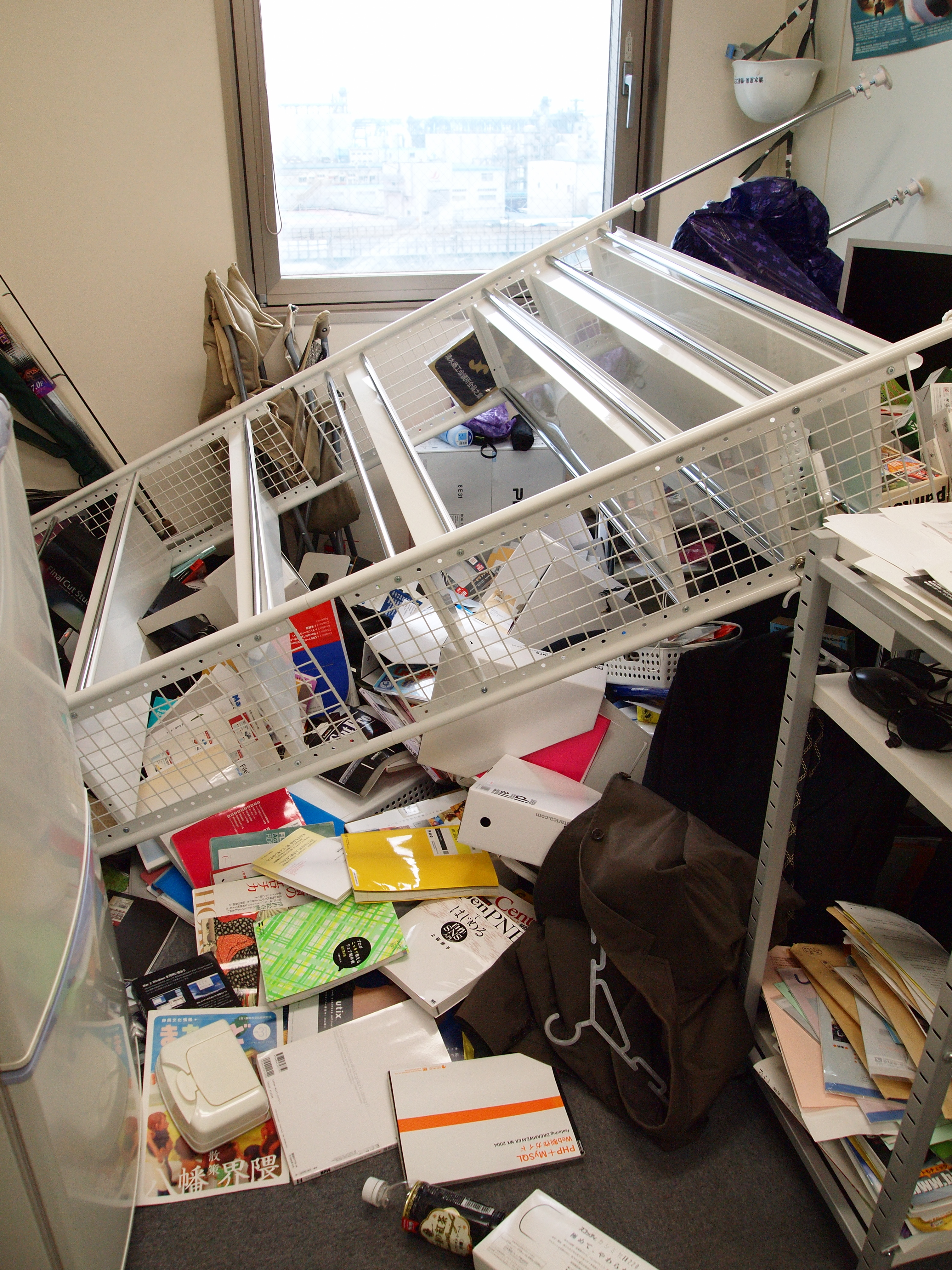
静岡県静岡市清水区の被災した住宅

駿河湾地震により、住宅6棟が半壊、8,672棟が一部破損した。しかし、最大震度6弱を記録するなど比較的強い揺れが観測されたにもかかわらず、全壊した家屋はゼロだった。
家屋での被害が少なかった1つの理由として、耐震対策が徹底されていた点が指摘されている。東海地震の発生が予想されたことから、静岡県庁では1979年より地震対策を重点的に実施していた。この事業は静岡県知事山本敬三郎の在任中から始まり、以来、斉藤滋与史、石川嘉延ら歴代知事に受け継がれ、積極的な防災政策が打ち出されてきた。石川は減災政策を積極的に推進し、「東海地震における旧耐震基準の木造住宅の倒壊による死者をゼロにする」との数値目標を掲げ、2000年代より「TOUKAI-0」プロジェクトをスタートさせた。1981年以前に建てられた木造住宅の耐震診断をいっせいに開始するとともに耐震補強や建替を補助し、その進捗状況を数値で管理し公表する手法を採った。このような対策を背景に、静岡県庁では震度6弱の場合は全壊家屋はゼロだと予測しており、駿河湾地震による被害状況は予想通りの結果となった。
また、筑波大学准教授の境有紀は、家屋を倒壊させやすい地震の揺れは周期1、2秒の振動だと指摘し、今回の揺れは1秒以下の短周期が主だったため家屋は倒壊を免れたと主張している。
文化財
静岡県教育委員会によれば、国指定文化財10件、県指定文化財2件、市指定文化財14件、登録文化財1件、埋蔵文化財1件で被害が確認された。
- 駿府城（静岡市葵区） - 内堀や外堀など複数個所で堀の石垣が崩壊した[31]。復旧・復元について静岡市役所では、期間が2年、費用が7億3千万円かかると見込んでいる[32]。
- 松城家住宅（沼津市） - 地震の揺れにより海鼠壁が剥がれ落ち崩落した[30]。
- その他、牧之原市では塔頭が半壊するなどの被害が発生するなど、各所で破損が散見された[30]。

官公庁
静岡市の駿府城では、石垣が至るところで崩落したが、隣接する静岡県庁舎には全く被害はなく無傷であった。焼津市沖の水深600m付近で、幅450m高さ10-15mの規模の海底地滑りが発生し、崖下にて県所有の海洋深層水取水管の破損が確認された。

### 産業
製造業
被災地一帯は東海工業地域に含まれており、製造業を中心とする産業がさかんである。駿河湾地震により、これらの産業も影響を受けた。震源に近い御前崎市では、東芝の子会社「浜岡東芝エレクトロニクス」が被災し、半導体の製造ラインが破損したため、生産再開の目途がすぐには立たないほどの被害を受けた。隣接する掛川市でもコーニングの掛川工場が被災し、操業停止した。焼津市のサッポロビール静岡工場では、ウーロン茶のガラス瓶5000本が破損し、業務に影響を与えた。
農業
被災地一帯では茶や石垣いちごの栽培がさかんである。御前崎市の茶畑では、土砂の流出、チャノキの倒壊、スプリンクラーの破損などの被害が発生した。静岡市農業協同組合管内では、石垣いちご農家の2、3割で被害が発生し、石垣の代替として使用されるコンクリート板がいたるところで崩壊した。
観光業
静岡県では富士山や伊豆半島などの観光資源が豊富であり、旅館やホテルなど観光・レジャー産業がさかんである。風評被害が懸念されたことから、8月14日に静岡県知事の川勝平太が伊豆半島を訪れ「復旧が進む中で一番心配していたのは伊豆にキャンセルが出ていること。交通の支障もほとんどなく、伊豆はすべて安心だと宣言したい」、「県として伊豆半島の観光PRにできる限りのことをしたい」と強調した。

### 交通

#### 道路
高速道路

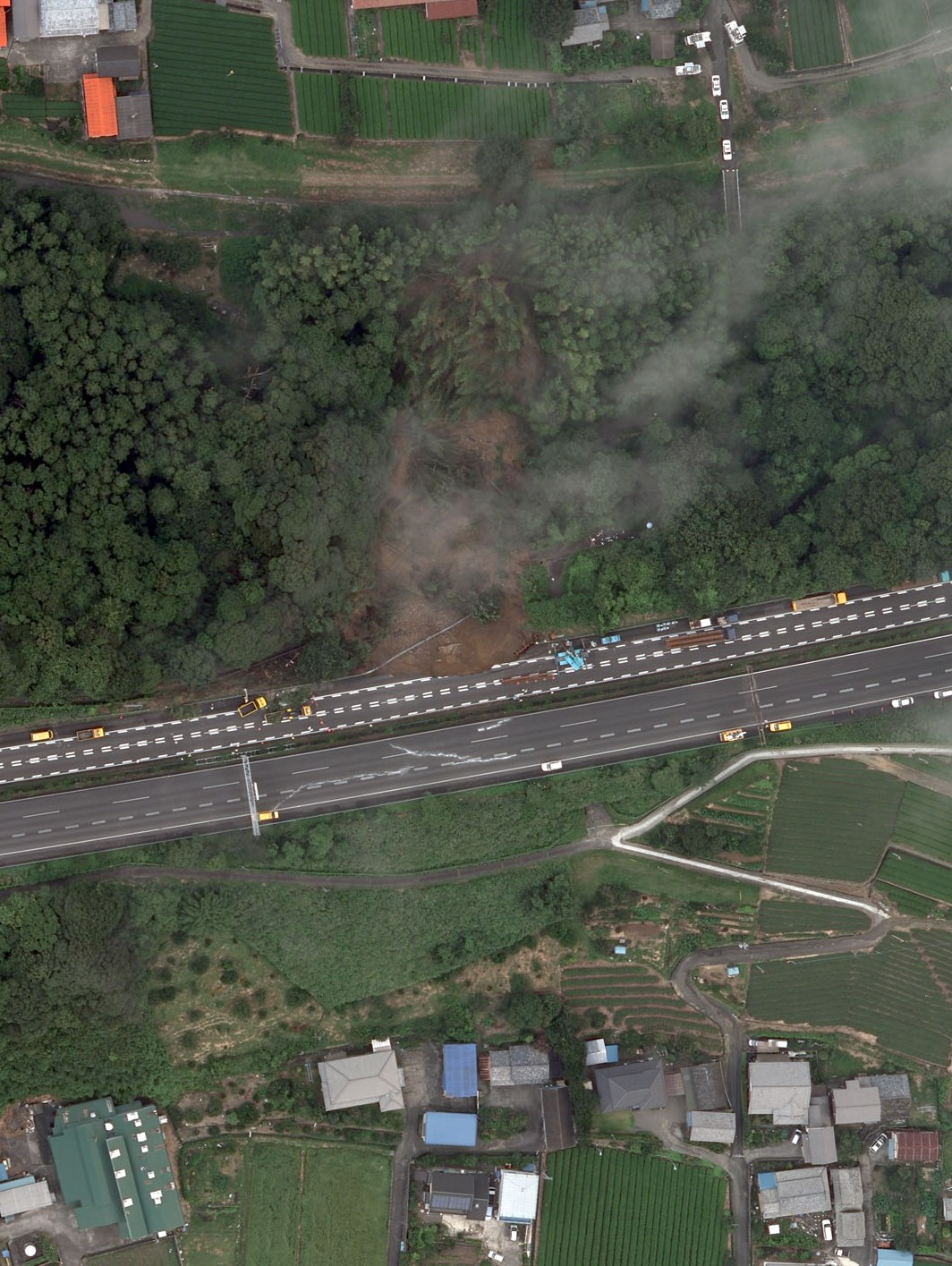
路肩が崩落した東名高速道路牧之原サービスエリア付近の航空写真

東名高速道路では相良牧之原IC-菊川ICの本線車道に5-10cmの段差が発生した他、牧之原SA付近の上り線191.6KPで約40mに亘って法面を含む路肩や走行車線が崩落し、上り線の追越車線や下り線の路面全体に亀裂が生じた。これらの影響により最大で東京IC-三ヶ日ICが通行止めになったが、通行に障害がない区間から順次通行止めが解除され、最終的には崩落地点を含む焼津IC-袋井IC間の上り線のみ通行止めが続いた。同区間の通行止めは8月15日24時に解除され、これをもってこの地震による通行止めは全て解消した。
路面崩落現場では、静岡県内で建設中の新東名高速道路の建設資材や建設機材を利用することによって当初は8月13日0時までに仮復旧予定とNEXCO中日本が発表していたが、下り線側の地盤も緩くなっていることが判明し、更なる追加工事が必要となったために仮復旧は13日午後にずれ込むものと見られていた。しかし、崩落現場の路盤が想定以上に脆く、復旧工事の工法を見直して新たな手段による補強工事を施工する必要が生じたため、最終的には上り線は8月15日24時に復旧を迎えることとなった。また、復旧後も相良牧之原IC-焼津IC間では上下線とも速度規制が敷かれた。
なお、NEXCO中日本は仮復旧まで中央自動車道等への迂回を呼び掛けていた。また、通行止めによる物流への影響やお盆時期の帰省ラッシュ時の影響も懸念された。
東名閉鎖による一般道への車両流出と渋滞に対応する形で、静岡県島田市牛尾 - 同市相賀間の大井川に架かる、当時建設中だった新東名高速道路の大井川橋を含む約1.3kmの上り区間を「地元住民の生活道路の確保」を目的として、8月15日の9時から16時まで制限速度20km/hにて地元住民などに特別に開放、805台が利用した。
詳しくは駿河湾を震源とする地震による東名高速道路の通行規制と被災状況を参照。
国土交通省はこの通行止めの影響による経済損失についてまとめた。それによると損失額は21億円、国道1号では通常50分を要するところが渋滞により最大256分を要し、また沿線のコンビニなどでは配送の遅れによる入荷の遅れが生じたり、店内のトイレが混雑したりする影響があったと発表した。
一般道
一般道でも各地で被害が発生しており、国道では2ヶ所、県道では8ヶ所で全面通行止めとなる区間が発生した。

#### 鉄道
JR東海道新幹線は東京 - 名古屋間で11日始発から運転を見合わせた。線路の点検作業が終了し、8時から速度を70km/hに制限した上で運転を再開し、約120分の遅れが発生した。在来線でもJR東海道本線の小田原 - 豊橋間、JR中央本線の韮崎 - 小淵沢間、JR御殿場線・JR身延線・JR伊東線全線などで一時運転を見合わせた。そのほか、伊豆急行、静岡鉄道、岳南鉄道（現・岳南電車）、伊豆箱根鉄道、大井川鐵道、天竜浜名湖鉄道などでも運転中止とする区間が発生した。いずれも翌日には平常運転に復帰している。また、地震発生当日、JR総武線の千葉 - 西千葉間にて、線路の下の地面が突然陥没したことから、一時地震や大雨の影響が指摘され、東日本旅客鉄道が調査に乗り出す事態となった。

#### 航空
2009年6月4日に開港したばかりの静岡空港を発着する空の便には大きな影響はなかった。

### ライフライン

#### 水道
水道では大きな被害があり、静岡県にて5万7371戸、神奈川県にて2,053戸が断水した。順次復旧したものの、牧之原市や掛川市などおよそ2万8500戸では長期にわたり断水した。牧之原市では上水道の復旧作業が難航し、8月13日正午までかかって断水が解消した。

#### 電気
中部電力管内では、被災地を中心におよそ9500戸で停電が発生したが、即日復旧した。ほかにも、川根本町などでは電柱9本が倒壊した。
最大震度6弱を記録した御前崎市には、中部電力の浜岡原子力発電所が立地している。同発電所には5つの原子炉があり、廃炉予定の2つと定期点検中の1つは既に停止しており、残り2つが運転中だったが、地震の揺れを検知し自動停止した。5つのなかで最大の出力を持つ5号機では、今回観測された揺れも最も大きく、基礎版上で426ガルの揺れが記録された。また、5号機の原子炉建屋では488ガルを記録し、耐震設計指針の基準値をオーバーした。
5号機は、この揺れにより燃料集合体から放射性物質を含む錆などが剥離したため、燃料交換エリアや使用済燃料プールポンプ室の放射線モニタの測定値が上昇し、放射能高警報が鳴るなどした。5号機のタービン建屋では、ボルト24本の破損や壁のひび割れが発生した。また、5号機では一部で10センチメートルの地盤沈下が発生したが、逆に1号機では地盤が一部20センチメートルも隆起した。
放射性物質による外部への影響はなかったとされていたが、実際には5号機の排気筒から放射性物質であるヨウ素131が外部に漏出していた。中部電力では、ヨウ素131が外部に放出されたのは、炉心の緊急停止時に通常時を超える原子炉水を排水したのが原因と説明しており、地震の揺れが直接の原因ではないとしている。
電源開発の磯子火力発電所でも、駿河湾地震により設備に被害が生じ、30万キロワットに出力を落として運転することになった。

#### ガス
地震により都市ガスの配管が破損し、東海ガスで1ヶ所、静岡ガスで12ヶ所など各地でガス漏れが発生した。LPガスも、地震により地盤沈下が発生したため配管に影響があり、10件のガス漏れが発生した。簡易ガスでは、遮断装置が地震の揺れを検知し、17ヶ所2,182戸で供給が停止された。

#### 通信
西日本電信電話、東日本電信電話、NTTコミュニケーションズ、KDDI、ソフトバンクテレコムでは各社とも固定電話に対し通信規制を実施した。同様に、NTTドコモ、KDDI、ソフトバンクモバイルでも携帯電話に対し通信規制を実施した。また、NTTドコモ、ソフトバンクモバイルでは基地局の一部で停波する事態となった。

### 津波
気象庁は、地震発生直後の午前5時10分、静岡県の太平洋沿岸と伊豆諸島に津波注意報を発表した。静岡県、伊豆諸島だけでなく、津波注意報が出なかった愛知県や三重県でも津波を観測した。津波注意報は、およそ2時間後に全て解除された。
各地で観測された津波は次の通り。
|                                  | 津波予報区の名称 | 予報区内で観測された津波の高さ |
| -------------------------------- | ---------------- | ------------------------------ |
| 津波注意報                       | 静岡県           | 36cm                           |
| 津波注意報                       | 伊豆諸島         | 10cm                           |
| 津波注意報が発表されなかった地域 | 愛知県外海       | 16cm                           |
| 津波注意報が発表されなかった地域 | 三重県南部       | 7cm                            |

## 国・地方自治体の対応

### 日本政府

#### 中央省庁
2009年8月11日5時7分に地震が発生すると、日本政府は即座に対応を開始した。
地震発生と同時に国土交通省、および、気象庁がそれぞれ災害対策本部を設置し、即時活動を開始した。3分後には内閣府に災害対策室、警察庁に災害警備本部、消防庁に災害対策本部、原子力安全・保安院に対策本部、海上保安庁に地震対策本部、防衛省に災害対策室がそれぞれ起ち上げられ、情報収集などを開始した。また、同時刻、総務省も地震に関する情報収集を開始した。その後、およそ1時間のうちに法務省の災害情報連絡室、文部科学省の災害情報連絡室、厚生労働省の災害対策本部、農林水産省の情報連絡室、経済産業省の防災連絡会議が本格的な活動を開始した。

#### 内閣
内閣においては、地震発生から3分後、総理大臣官邸にも対策室が設置され、危機管理に対処するための緊急参集チームに招集命令が発動された。緊急参集チームは5時42分から協議を始め、今回の地震に関する基本的な対応方針を確認した。また、内閣総理大臣の麻生太郎は、5時15分に「被災状況の早期把握と迅速な広報及び被災者等がある場合、救助に全力を挙げる」として各省庁に指示、その後、8時55分に内閣危機管理監の伊藤哲朗から麻生に対して被害状況が報告された。
同日の閣議後、内閣府特命担当大臣（防災担当）の林幹雄は「被害状況を把握し、地元自治体と連携して政府一丸となって対策にあたりたい」とのコメントを発表したものの、駿河湾地震の被災地視察は行わず、8月11日には台風9号に伴う大雨被害を受けた兵庫県佐用町と岡山県美作市を訪問する予定であることを明らかにした。同じく内閣官房長官の河村建夫も記者会見し、駿河湾地震の被災地には政府視察団を派遣する考えはないと表明した。麻生も総理大臣官邸危機管理センターでの陣頭指揮は執らず、午後には鈴木貫太郎記念館の見学などのため千葉県を訪問した。
地震発生当日の内閣総理大臣へのインタビューの席上、駿河湾地震への対応について質問された麻生は「大雨で亡くなられた方もいるので、お見舞い申し上げたい」などと回答した。しかし、死者を出した地震被災地と異なり、大雨被災地では雨そのものによる死者は出ていなかったことから、対応の整合性を問われると、麻生はさらにライフライン確保について指示したことを説明したうえで「現地に林防災相を派遣するように命じた。高速道路の復旧を急がないと。行方不明者がかなりに上っており、捜索に全力をあげたい」とコメントした。しかし、林は被災地の視察はせず近畿地方を訪問すると発表されていたため、麻生のこの発言は「ちぐはぐな対応」などと報道されることになった。このことについて、内閣総理大臣秘書官から「地震と大雨についてのコメントが混在している」との解説がなされた。

### 地方公共団体

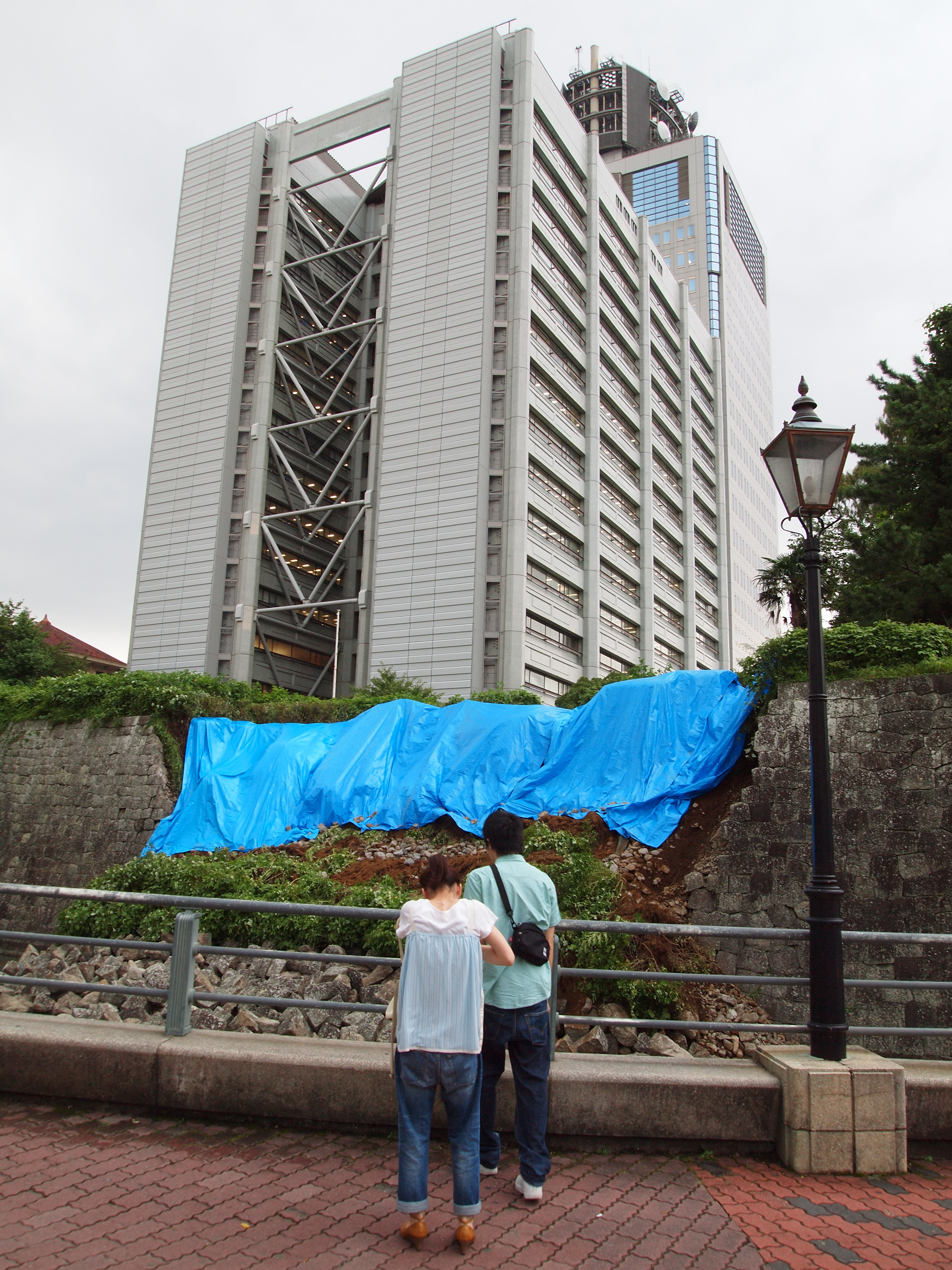
静岡県庁舎（奥）と崩壊した駿府城址の石垣（手前）

静岡県庁では、地震発生から20分で災害対策本部を設置した。さらに発生から1時間以内に、各市町と県との間で地震に関する連絡体制を構築した。5時45分、静岡県知事の川勝平太から消防庁長官に対して緊急消防援助隊の出動要請がなされた。災害対策本部では、地震発生当日の11日には意思決定を行う本部員会議を3回、実務者による対策会議を4回開催し、被害状況や対策実施情報を共有した。12日には1回の本部員会議を開催、静岡県が設置した災害対策本部は13日17時をもって廃止した。
静岡県内の市町では、37の市町のうち27の市町において、災害対策本部が設置された。静岡市・牧之原市・掛川市・御前崎市・菊川市においては、8月14日15時現在も設置を続けていたが、牧之原市以外の対策本部については、17日15時までに廃止、残る牧之原市については、20日18時40分をもって廃止した。14日には川勝が、予約キャンセルなど風評被害が出ている観光地伊豆を視察した。土砂崩れがあった静岡県道111号の状況を視察したり、地元自治体や伊豆の観光協会の代表らと懇談を行ったりした。
被災した静岡市と姉妹都市提携を結ぶ新潟県上越市では支援物資の配送を決定し、上越市役所の職員自らがブルーシート80枚を積んだ車を走らせ、発生翌日には被災地に到着した。牧之原市には、名古屋市上下水道局から簡易ポリタンク200個を救援物資として届けられた。

## その後の地震活動
2011年8月1日23時58分頃に、駿河湾でM6.2の地震が発生した。2009年の地震と同様に沈み込むフィリピン海プレート内部で発生した地震とみられる。震源の深さは約20km、震央は北緯34.7度、東経138.6度で、2009年の地震より伊豆半島寄りの比較的近い場所に位置していた。この地震により静岡県東伊豆町奈良本、焼津市本町、静岡市駿河区曲金で震度5弱を観測した。
気象庁はこの地震と2009年の地震、あるいは2011年3月に発生した東北地方太平洋沖地震との関連について「はっきりとした関連は見られない」としている。また東海地震との関連については、気象庁は「地震の種類が異なり、東海地域における地殻変動を観測しているひずみ計にも異常がないことから、想定される東海地震と直接の関係はなく直ちに結びつくものではない」とし、東京大学名誉教授・東海地震判定会会長の阿部勝征は「想定される東海地震震源域より東側で起きており、地震の規模からも東海地震と直接の関係はないだろう」としている。
一方で2011年11月11日に駿河湾のフィリピン海プレート内部で発生したM3.0の地震については、同月21日に気象庁で開かれた東海地震判定会の会合において、「2009年の地震の余震」との見方が示されている。